# Arthur Ebbett
Arthur Wellesley Ebbett (3 de janeiro de 1866 - 2 de abril de 1929) foi advogado e político provincial de Alberta, Canadá. Ele serviu como membro da Assembléia Legislativa de Alberta de 1917 a 1921, sentado com a bancada liberal no governo.

## Carreira política
Ebbett candidatou-se à legislatura de Alberta em uma eleição que seria realizada em 19 de novembro de 1917 como candidato liberal no distrito eleitoral de Vermillion. Ele foi indicado para concorrer sob a bandeira do partido em uma convenção realizada em 2 de novembro de 1917. Ele foi aclamado no dia da indicação em 15 de novembro de 1917, quando nenhum outro candidato se apresentou.
Ebbett concorreu a um segundo mandato na eleição geral de 1921 em Alberta. Ele foi derrotado, por maioria de votos pelo, candidato do United Farmers Richard Gavin Reid.